# Неделино (община)
Неде́лино (болг. Неделино) — община в Болгарии. Входит в состав Смолянской области. Население составляет 8764 человека (на 21.07.05 г.).

## Состав общины
В состав общины входят следующие населённые пункты:
1. Бурево
2. Вырли-Дол
3. Вырлино
4. Гырнати
5. Диманово
6. Дуня
7. Еленка
8. Изгрев
9. Козарка
10. Кочани
11. Крайна
12. Кундево
13. Неделино
14. Оградна
15. Средец
16. Тынка-Бара